# Llista de reis de Dublín

## Llista de reis de Dublín
Els reis de Dublín van ser uns monarques d'origen noruec (nòrdic-gaèlics) que van governar el Regne de Dublín des de l'any 839 fins al 1171, quan finalment el regne va ser conquerit per l'irlandès Máel Sechnaill mac Domnaill.
| Rei                                                            | Regnat                 | Detalls                                              |
| -------------------------------------------------------------- | ---------------------- | ---------------------------------------------------- |
| Turgesius                                                      | 839 - 845              |                                                      |
| Amlaíb Conung                                                  | 853 - 874              | Germà d'Ivar i Auisle.                               |
| Ivar I (Ímar)                                                  | 857 - 873              |                                                      |
| Auisle                                                         | 863 - 867              |                                                      |
| Eystein Olafsson                                               | 874 - 875              |                                                      |
| Halfdan                                                        | 873/875 - 877          |                                                      |
| Bard                                                           | 875/877 - 881          |                                                      |
| Mac Auisle                                                     | 881 - 883              |                                                      |
| Eoloir Jarnknesson                                             | ? - ?                  |                                                      |
| Sichfrith Ivarsson                                             | 883? - 888             |                                                      |
| Sigtrygg Ivarsson                                              | 888 - 893              |                                                      |
| Jarl Sichfrith                                                 | 893 - 894              |                                                      |
| Sigtrygg Ivarsson                                              | 894 - 896              |                                                      |
| Ivar II                                                        | 896 - 902              |                                                      |
| Dublín va ser abandonat pels noruecs entre els anys 902 i 917. |                        |                                                      |
| Sitric Cáech                                                   | 917 - 921              | Derrotat per Niall Glúndub. També fou rei de Jòrvik. |
| Gofraid ua Ímair                                               | 921 - 934              | Net d'Ivar I.                                        |
| Olaf Guthfrithsson                                             | 934 - 941              | Fill de Gofraid ua Ímair.                            |
| Blácaire mac Gofrith                                           | 941 - 945              |                                                      |
| Sigtrygg (Sitric)                                              | 941 - 943              |                                                      |
| Amlaíb Cuarán                                                  | 945 - 947              |                                                      |
| Blácaire mac Gofrith                                           | 947 - 948              | Restaurat.                                           |
| Gofraid mac Sitriuc                                            | 948 - 951              |                                                      |
| Amlaíb Cuarán                                                  | 952 - 980              | Restaurat.                                           |
| Glúniairn                                                      | 980 - 989              |                                                      |
| Sigtrygg (Sitric) Silkbeard Olafsson                           | 989 - 1036             | Rivalizant amb Ivar de Waterford.                    |
| Echmarcach mac Ragnaill                                        | 1035 - 1038            |                                                      |
| Ivar III Haraldsson                                            | 1038 - 1046            |                                                      |
| Echmarcach mac Ragnaill                                        | 1046 - 1052            |                                                      |
| Murchad mac Diarmata                                           | 1052 - 1070            |                                                      |
| Diarmait mac Maíl na mBó                                       | 1070 - 1072            |                                                      |
| Domnall mac Murchada mac Diarmata                              | 1070 - 1072            |                                                      |
| Gofraid mac Amlaíb meic Ragnaill                               | 1070 - 1072            |                                                      |
| Toirdelbach Ua Briain                                          | 1072 - 1074?           |                                                      |
| Muirchertach Ua Briain                                         | 1074 - 1086            |                                                      |
| Enna mac Diarmata mac Mael na mBo                              | 1086 - 1089            |                                                      |
| Donnchad mac Domnail Remair mac Mael na mBo                    | 1086 - 1089            |                                                      |
| Godred Crovan                                                  | Después de 1091 - 1094 |                                                      |
| Domnall mac Taidc Ua Briain                                    | c.1094 - 1102          |                                                      |
| Magnus III de Noruega                                          | 1102 - 1103            |                                                      |
| Domnall mac Taidc Ua Briain                                    | 1103 - ?               | Restaurat.                                           |
| Donnchad mac Murchada mac Diarmata                             | ? - 1115               |                                                      |
| Diarmat mac Enna                                               | 1115 - 1117            |                                                      |
| Enna mac Donnchada mac Murchada                                | 1118 - 1126            |                                                      |
| Conchobair mac Tiorrdelbach Ua Conchobair                      | 1126 - 1127            |                                                      |
| Thorkell                                                       | fl.1133                |                                                      |
| Conchobair Ua Briain                                           | 1141 - 1142            |                                                      |
| Óttar                                                          | 1142 - 1148            | Provenia de les Hèbrides.                            |
| Ragnall Thorgillsson                                           | 11?? - 1146            |                                                      |
| Brotar Thorgillsson                                            | 1148 - 1160            |                                                      |
| Hasculf Thorgillsson                                           | 1160 - 1171            |                                                      |